# ベネトン・B189
ベネトン・B189 (Benetton B189) は、ロリー・バーンを責任者として設計されたF1マシンで、1989年シーズンから1990年シーズンにかけてベネトンチームが使用した。

## 概要

### エンジン周辺
B189は前作B188のDFRエンジンに替わってコスワースが新規開発を行った自然吸気エンジン、HBエンジンを搭載した。HBエンジンはこの年、ベネトンへの独占供給契約であった。カラーリングはB188を踏襲しているが、サイドポッドの全高が高くなり、ラジエーターインテークがより縦長に変更。その影響でエンジンカウル両脇のラムエアインテークはB188よりも薄くなった。

### 開発
ロリー・バーンはウィットニーにあるベネトンのファクトリーで2月に受けたインタビューにて「B189はカラーリングが同じなせいもあってB188と変わらないように見えるかもしれないけど、全くの別物だ。エンジンも同じV8だけどDFRまでの流れを汲んでいない、ブロックから完全新設計で軽量になっている。」と予告していた。バーン作のこれまでのマシン同様、フロントウィングは大型の1枚タイプだったが、若干持ち上げられているノーズの下段（裏面）はB188のような段差を持つタイプではなくなり、緩やかな傾斜曲面で構成され、フロントウイング自体もB188より地面近くに低く取り付けられるなど、空力がより考慮されている。フロントダンパユニットはB188では進行方向とほぼ平行にマウントされていたが、B189では前方に向けて斜めにマウント。上から見ると進行方向を上にしてV字型の配置とされた。
開幕前の予定では、B189は第2戦サンマリノGPからの投入を予定していた。4月4日にスネッタートン・サーキットでアレッサンドロ・ナニーニによってB189はシェイクダウンを行った。強風と雨でコンディションが悪かったが、ナニーニはトラブルなしで40周を連続走行し「B188より大幅に進歩している。」とコメント。バーンも「HBエンジンがコンパクトなおかげで、デザインする上での妥協を最小限にすることが出来た。このエンジンは我々とフォード・コスワースの共同開発であると言ってもいい。重量制限ギリギリまでマシンを軽量化できたし、空力も時間をかけて全部見直した。シャシーとエンジンの重量バランスは今まで自分が作ったマシンの中でベストだ。」と自信を述べた。
5月にもマクラーレン、レイトンハウスと共に合同テストに参加。ここでもナニーニがマクラーレンのアイルトン・セナに0.2秒差のタイムに迫るなど好感触を得ていたが、フォード側が「実戦投入までにエンジンの信頼性をもっと高めたい」と、第2戦からの投入にストップをかけ、第4戦メキシコGPからのデビューへと予定が先延ばしにされた。

### クランクシャフトの欠陥による投入延期
フォードが実戦投入を許可しなかった原因は、ポール・リカール・サーキットでのロングランテストで、極限までの軽量化をコンセプトにしていたHBエンジンのクランクシャフトの寿命に、1000時間以上をかけたベンチテストでは発見できなかった重大なトラブルが発生しており、エンジンが1レース分も持たず壊れてしまうことが判明したためだった。クランクシャフト部は全く新しく再設計されることになり、実戦投入がさらに遅れることとなった。こうしてチームはB188での参戦継続を余儀なくされ、周囲に比して旧型となっていたB188はこの時点で最低規定重量より35kg重いマシンでもあり、特にDFRエンジンの非力さによりストレートスピードで劣勢となる場面も増加していた。ドライバーからも、マネージャーのピーター・コリンズも一刻も早く新型HBエンジンを積むB189の投入を希望したが、フォードがOKを出さないため、コリンズとフォードのモータースポーツ部門統括者であるミヒャエル・クラネフスとの対立が深まり、ピット内で口論となるなど、チームの雰囲気が悪化する事態を招いていた。B189にはDFRエンジンが搭載できるようになっていないこともあり、モナコGPをもって終了されるはずだったB188用のパーツ製造も急遽再開されるなど、計画は全て3ヵ月遅れとなった。

### 1989年シーズン
1989年の第7戦フランスGPに2台のB189が持ち込まれ、ナニーニのレースカーとスペアカーとしてようやく実戦投入された。フリー走行では重症のオーバーステアに苦しんだが、土曜の予選ではセッティングも決まり、新型HBエンジンもこれまでのDFRエンジンより明らかな高性能を発揮し、最高速でナニーニより速かったのはマクラーレン・ホンダのセナとアラン・プロストの2台のみであり、予選4位を獲得する。決勝レースでも一時2位まで浮上する上々の走りを見せた（結果はリヤサスペンション・トラブルによりリタイヤ）。しかし、チームを発足時から指揮してきたコリンズはフォード首脳との亀裂が修復できず、7月でベネトンを辞職となった。
投入2戦目となる第8戦イギリスGPではナニーニが3位表彰台を獲得し、「中速コーナーのセッティングは決まった。アンダーステアがちょっと気になるけど、信頼性は上がって明らかによくなってる。新しいクルマと新しいエンジンには大満足だ。」と述べた。この結果を受けてチームとフォードの関係も修復に向かい、クラネフスも「初期のクランクシャフト・トラブルを経て、複数チームへの供給より、ベネトンのみの独占供給の方が適切な対処ができる事を学んだよ。」と述べ、翌年のHBエンジン獲得を目指していたティレルには「有償ならば」という条件を付けて断念させるに至った。
第9戦ドイツGPからエマニュエル・ピロ用も投入され、ドライバー2名ともB189での参戦となった。ピロはB189初搭乗で自己最高となる予選9位に食い込んだ。
テクニカルコース用のモデファイとして、コーナーの多いハンガリーGPではフロントウィングの取り付け位置が通常より高い位置に移され、ウイング面の地上高を高く設定。翼端板形状も変更された。同じ仕様のフロントウィングは日本GPの鈴鹿サーキットでもダウンフォース重視仕様として投入された。
表彰台獲得の常連だったB188ほどの活躍は見せられなかったが、B189は第15戦日本GPでナニーニがF1初優勝を記録、続く最終戦オーストラリアGPでも2位表彰台を獲得した。

### 1990年シーズン
1990年シーズンも開幕からの2戦でB189Bが使用され、第2戦ブラジルGPが最後の実戦となり第3戦サンマリノGPより新車のB190に交代した。ネルソン・ピケはB189Bについて「ポイント獲得はできていたけど、189Bは限界まで引き出すのが大変なマシンだった。ハンドリングが神経質で、完全にセットアップするのが難しい。」と評し、「後継のB190にテストで初めて乗った瞬間、相当良くなって戦闘力を増したマシンだとすぐに分かったのはB189Bの性質が神経質だったからだ」とも述べている。この点についてはロリー・バーンもB190の発表後「特にフロントの空力バランスを取るのが難しかったB189の弱点を消すためにB190ではフロント部を変えた」と話し、このマシンを最後に長くベネトンのフロントウィングに採用されてきた大判のデルタ型ウィングは姿を消した。
投入が予定より遅くなったことで実戦は12レースのみと使用期間が短いマシンとなった。

## シャーシ履歴
1989年、B189はシャーシナンバー1から6までの6台が投入された。

## 成績
| 年   | マシン | No. | ドライバー | 1            | 2              | 3          | 4            | 5                  | 6          | 7            | 8            | 9          | 10             | 11           | 12           | 13             | 14           | 15                         | 16                 | ポイント | ランキング |
| ---- | ------ | --- | ---------- | ------------ | -------------- | ---------- | ------------ | ------------------ | ---------- | ------------ | ------------ | ---------- | -------------- | ------------ | ------------ | -------------- | ------------ | -------------------------- | ------------------ | -------- | ---------- |
| 1989 | B189   |     |            | ブラジルの旗 | サンマリノの旗 | モナコの旗 | メキシコの旗 | アメリカ合衆国の旗 | カナダの旗 | フランスの旗 | イギリスの旗 | ドイツの旗 | ハンガリーの旗 | ベルギーの旗 | イタリアの旗 | ポルトガルの旗 | スペインの旗 | 1989年日本グランプリ (4輪) | オーストラリアの旗 | 39       | 4位        |
| 1989 | B189   | 19  | ナニーニ   |              |                |            |              |                    |            | Ret          | 3            | Ret        | Ret            | 5            | Ret          | 4              | Ret          | 1                          | 2                  | 39       | 4位        |
| 1989 | B189   | 20  | ピロ       |              |                |            |              |                    |            |              |              | Ret        | 8              | 10           | Ret          | Ret            | Ret          | Ret                        | 5                  | 39       | 4位        |

- 太字はポールポジション、斜字はファステストラップ

| 年   | マシン | No. | ドライバー | 1                  | 2            | 3              | 4          | 5          | 6            | 7            | 8            | 9          | 10             | 11           | 12           | 13             | 14           | 15                         | 16                 | ポイント | ランキング |
| ---- | ------ | --- | ---------- | ------------------ | ------------ | -------------- | ---------- | ---------- | ------------ | ------------ | ------------ | ---------- | -------------- | ------------ | ------------ | -------------- | ------------ | -------------------------- | ------------------ | -------- | ---------- |
| 1990 | B189B  |     |            | アメリカ合衆国の旗 | ブラジルの旗 | サンマリノの旗 | モナコの旗 | カナダの旗 | メキシコの旗 | フランスの旗 | イギリスの旗 | ドイツの旗 | ハンガリーの旗 | ベルギーの旗 | イタリアの旗 | ポルトガルの旗 | スペインの旗 | 1988年日本グランプリ (4輪) | オーストラリアの旗 | 71       | 3位        |
| 1990 | B189B  | 19  | ナニーニ   | 11                 | 10           |                |            |            |              |              |              |            |                |              |              |                |              |                            |                    | 71       | 3位        |
| 1990 | B189B  | 20  | ピケ       | 4                  | 6            |                |            |            |              |              |              |            |                |              |              |                |              |                            |                    | 71       | 3位        |

- 太字はポールポジション、斜字はファステストラップ。